# シメイ (チーズ)
シメイ （フランス語: Chimay ）は、ベルギーのエノー州シメイにある、厳律シトー会所属のスクールモン修道院において18世紀後半に生産を開始されたチーズ。1980年より農家と協同組合を結成し、酪農工場で生産している。同じ修道院で醸造されているビール、シメイ (ビール)と比べるとマイナーな存在ではある。
1850年に成立したスクールモン修道院では、修道会の流儀に従って祈りと労働の繰り返しで構成される生活を行っていたが、この労働部分について農場の開拓に次いでチーズとビールの製造というバリエーションを持たせた。本項のチーズとともに同名のビールも21世紀の現代まで続いている。チーズの生産は1876年に始まり、熟成には修道院の地下室が利用されたという。製法はBenoît師がフランスより持ち帰った。以来、細々と生産が続けられていたが、1980年に上述の協同組合を結成してからは製品ラインナップが増加した。たとえば、1982年にはシメイ・グラン・クラシックが、1986年にはシメイ・ウィズ・ビア（シメイ・ア・ラ・ビエール）が発売開始された。
2011年か2013年のインタビュー記事によれば生産量は1000トン/年であり、うち200トンが輸出に当てられ残りはベルギー国内で消費されたという。

## 種類
2008年の製品ラインナップを見ると5種類があり、以下のようになっている。
シメイ・グラン・クラシック(Chimay Grand Classique)
セミハードタイプ。4週間熟成。円盤状のものや長方形のもの、スライスして販売されるものもある。重量は最大で2.2kg。
シメイ・グラン・クリュ(Chimay Grand Cru)
セミハードタイプ。6週間熟成。円盤状。重量は2.2kg。
オールド・シメイ(Vieux Chimay)
ハードタイプ。熟成は6箇月以上。半球状で、これをスライスしたものやブロック状にカットしたものも販売される。ベースの重量は3.3kg。
シメイ・ウィズ・ビア（シメイ・ア・ラ・ビエール）(Chimay à la bière)
牛乳にホップ液を加え、ビールで洗って仕上げる。このビールには同修道院ブランドのシメイ (ビール)が使われる。円盤状で、これを小分けにしたもの、スライスしたものがある。ベースの重量は2.2kg。
ラ・ポットプレ(Le Poteaupré)
昔ながらの製法という触れ込みの5週間熟成。ポットプレ(Poteaupré) は地名。
また、2018年現在は以下のようなラインナップとなっている。基本的に上の2008年版と同じ順序にし、説明は適宜省略。日本語版の公式表示がないので、2008年版にないものはそれっぽい日本語表記をつけておく。
グラン・シメイ(Grand Chimay)
シメイ・グラン・クリュ(Chimay grand cru)
オールド・シメイ（ヴュー・シメイ）(Vieux Chimay)
ア・ラ・シメイ・ルージュ(A la Chimay Rouge)
前述のシメイ・ウィズ・ビア（シメイ・ア・ラ・ビエール）を改称。
ラ・ポットプレ(Le Poteaupré)
モン・デ・シメイ(Mont de Chimay)
180gの小分けにした製品。
ラ・ビュシュ(La Bûche)
ビュシュは薪のこと（日本語でケーキのブッシュ・ド・ノエルとして使われるときのBûche）。5月から10月の限定版で、6箇月熟成。
その他、季節ごとの限定版